# Џорџ Клинтон
Џорџ Клинтон (енгл. George Clinton; Литл Бритен, 26. јул 1739 — Вашингтон, 20. април 1812) је био амерички војник и политичар који се сматра једним од очева оснивача Сједињених Држава. био је први Гувернер Њујорка, а затим четврти Потпредседник Сједињених Држава у периоду од 1805. до 1812, за време мандата председника Томаса Џеферсона и Џејмса Медисона. Он и Џон К. Калхун су једина два потпредседника који су служили под двојицом председника Сједињених Држава.

## Детињство, младост и учешће у револуцији
Интересовање за политику Џорџа Клинтона је потекло од његовог оца, Чарлса Клинтона, који је био енглески имигрант и члан колонијалне скупштине Њујорка. Џорџ Клинтон је био брат генерала Џејмса Клинтона и стриц будућег гувернера Њујорка, Девита Клинтона.
Са 18 година је ступио у британску војску како би се борио у Француском и индијанском рату, и временом је стекао чин поручника. Касније је студирао права и постао чиновник у суду.
Био је познат по својој мржњи према лојалистима и користио је заплену и продају њихове имовине како би спречавао пораст пореза. Био је пријатељ и подржавалац Џорџа Вашингтона, снабдевао храном трупе у Вали Форџу, пратио Вашингтона на прву инаугурацију, и организовао импресивну вечеру у ту част.

## Политичка каријера
1759. је постављен за окружног чиновника у округу Алстер, Њујорк, што је положај који је држао наредне 52 године. Био је члан Њујоршке провинцијске скупштине за округ Алстер од 1768. до 1776. Постао је први изабрани Гувернер Њујорка 1777, и поново је биран пет пута, све до 1795.
1783. у Добс Ферију, Клинтон и Вашингтон су преговарали са генералом сер Гајом Карлтоном о евакуацији британских трупа са њихових преосталих положаја у Сједињеним Државама. 1787. и 1788, Клинтон се јавно противио усвајању новог Устава Сједињених Држава. Херберт Сторинг је сматрао да се Клинтон крио иза псеудонима „Като“ као аутор антифедералистичких есеја који су се појављивали у њујоршким новинама током дебата о ратификацији. Међутим, ауторство над овим текстовима је спорна тема. Клинтон је повукао своје примедбе након што је додата Повеља о правима.
1792. је изабран као кандидат за потпредседника испред настајуће Џеферсонове „републиканске“ партије. Иако су се републиканци придружили општој акламацији Вашингтоновог другог председничког мандата, противили су се наводно „монархистичком“ наступу потпредседника Џона Адамса. Клинтон је номинован уместо Томаса Џеферсона јер електори из Вирџиније не би могли да гласају за Вашингтона и за другог кандидата из Вирџиније. Клинтон је освојио 50 електорских гласова док је Адамс освојио 77.
Није се поново кандидовао за гувернера 1795. Није био ни на једној политичкој позицији док није изабран у Скупштину Њујорка 1800. и 1801. 1801. је поново изабран за гувернера, и служио је до 1804. Са 21. годином на дужности, он је гувернер са најдужим стажом у некој савезној држави. Изабран је као потпредседнички кандидат уз председника Џеферсона на председничким изборима 1804, заменивши Арона Бера. Служио је као четврти Потпредседник Сједињених Држава, прво под Џеферсоном од 1805. до 1809, а затим под председником Медисоном од 1809. до своје смрти од срчаног удара 1812. Био је први потпредседник који је умро за време трајања мандата.